# 烏山市
烏山市（：／ Osan si */?）是大韓民國京畿道西南部的一個市。除南邊以外都被華城市包圍，南邊是平澤市。
韓國空軍、美國空軍共用的烏山空軍基地便以該市為名，儘管實際上基地位於平澤市，且與烏山之間的距離約為7.5公里。

## 行政區劃
- 中央洞（중앙동）
- 大园洞（대원동）
- 南村洞（남촌동）
- 新場洞（신장동）
- 洗馬洞（세마동）
- 楚坪洞（초평동）

＊闕洞 （궐 동)

## 交通
- 韓國鐵道公社

- 京釜線（●首都圈電鐵1號線）：

（華城市） ← 洗馬站 - 烏山大學站 - 烏山站 → （平澤市）
（急行電鐵運行：烏山站）
- 京釜線 :

（水原站方向） ← 烏山站 → （西井里站方向）
（無窮花號运行）